# Dicranella curvipes
Dicranella curvipes là một loài Rêu trong họ Dicranaceae. Loài này được (Lindb.) Ignatov mô tả khoa học đầu tiên năm 2006.